# 董襲
董 襲（とうしゅう、生没年不詳）は、中国後漢末期の武将。孫策・孫権に仕えた。字は元代。揚州会稽郡余姚県の人。

## 生涯
身の丈八尺で、並外れた武力の持ち主だった。孫策が会稽に来たとき、高遷亭で出迎えた。その時、孫策から人物の立派さを認められ、役所に入ったとき門下賊曹に任命された。
山陰において、一千人余の徒党を率いていた賊の頭目の黄龍羅と周勃の討伐に孫策が取り掛かると、董襲は二人の首を自分の手で斬った。凱旋後に別部司馬に任ぜられ、数千の兵を与えられた。後に揚武校尉となり、孫策の下で皖城攻撃に参加、さらに劉勲討伐や黄祖征伐に従軍した。
孫策の死後、孫権が跡を継いだが、孫権がまだ若かったため、それを心配した母（孫堅の未亡人）に張昭と共に呼び出され、後事を相談された。董襲は江東の地の利と孫策の遺徳、孫権の徳による人の和を強調し、万一の心配もないと大言壮語した。人々は董襲が気宇壮大なのに感嘆した。
数万人の仲間を集めていた鄱陽の不服住民の彭虎らを、凌統・歩騭・蔣欽らと共に討伐した。董襲の旗を見るだけで賊達は逃げ去ったという。十日ほどで反乱を平定し、功績により威越校尉となった。その後、偏将軍に昇進した。
建安13年（208年）、周瑜・呂蒙らと共に黄祖を攻めた。黄祖は二隻の蒙衝（船の種類の一つ）を横に並べ、石の錨で蒙衝を固定し、蒙衝に千人の弓兵を乗せて防御した。矢が雨のように降り注ぐ状況に孫権軍は苦戦した。しかし董襲は凌統とともに先鋒を務め、それぞれ決死隊を率い事態の打開にあたった。董襲達は鎧を二重につけて大型の船で特攻をかけ、敵の蒙衝の底に潜り込んだ。そして董襲が自ら、錨に結びつけて蒙衝を固定していた2本のロープを切ったところ、蒙衝は勝手に流れ出してしまった。このため黄祖軍の防御が崩れ、孫権軍は黄祖を破り、斬ることができた。勝利の宴席で、孫権は董襲の功績を大いに称えた。
曹操が濡須を攻めたとき、孫権に従い水軍の指揮を執っていたが、暴風のために船（五楼船）が転覆しそうになった。部下達が脱出を勧めたが、董襲は将軍としての職責を強調して拒否し、撤退する者を斬ると厳命した。結局、船が転覆したため溺死してしまった。その後、孫権は董襲を丁重に葬り、遺族に厚い経済的援助を施した。

## 三国志演義
小説『三国志演義』では、大きな口をした男という容貌で描かれ、会稽の王朗を下した孫策の前に、逃亡した厳白虎の首を持参して現れ、仕官を申し出る。王朗の旧臣の虞翻とは親友という設定になっており、王朗から遠ざけられていた虞翻を孫策に推挙している。最後は濡須の戦いで史実と同様に溺死し、孫権から陳武の死と共に惜しまれることとなっている。

## 人物評
《後漢書》による董襲の評価：「慷慨志節、武毅英烈」。

## 脚註
1. ↑  曹操は213年と217年に濡須を攻めている。董襲は濡須での曹操軍との戦いで溺死した。
2. ↑  字はもともと元世であるはずだが、唐代に再刊された『三国志』や『後漢書』などの史書では、太宗（李世民）の諱を避けるため、「世」の代わりに「代」を書いたことにより、誤伝された。